# En prinsessas dagbok
En prinsessas dagbok (engelska: The Princess Diaries) är en serie ungdomsböcker av författaren Meg Cabot, som började ges ut 2000. Sedan dess har åtskilliga nya böcker getts ut, varav den senaste publicerades 2015.

## Handling
Böckerna handlar om tonåringen Mia Thermopolis kaotiska uppväxt som prinsessa i det lilla landet Genovia. I sin dagbok skriver hon om  aktuella ämnen som ångest, kärlek och svek. 

## Karaktärer

### Mia Thermopolis
Mia Thermopolis är huvudpersonen. Hennes officiella titel är Hennes Kungliga Höghet Amelia Mignonette Grimaldi Thermopolis Renaldo Prinsessa av Genovia. Hon är dotter till kungen och drottningen i Genovia, ett litet land mellan Frankrike och Italien. Hon är bra på att skriva och hon skriver ner saker hon är med om i sina journaler.
Hon är känd för sin längd, 175 centimeter, längst av alla i sin klass. Hon är också känd för sina stora fötter och för att ha små bröst. Hon är sarkastisk och traditionellt "o-tjejig". Hon har lätt för att överanalysera saker och oroa sig för mycket.

### Lilly Moscovitz
Lilly Moscovitz är Mias bästa vän. Hon är mycket smart och har ett eget TV-program. Lilly är inte rädd för att säga vad hon tycker. Det gör att hon inte är särskilt allmänt gillad person. Hennes rättframma sätt hjälper dock ofta Mia att inte överanalysera saker. Hennes storebror är Mias kärleksintresse.

### Michael Moscovitz
Michael Moscovitz är Lillys tre år äldre bror. Mia har sedan första klass varit kär i honom. Hon tycker att han är stilig, smart och rolig.

## Böcker
I serien ingår:
1. Tiara och Dr Martens (eng. The Princess Diaries)
2. Spotlight (eng. Princess in the Spotlight)
3. Kär? (eng. Princess in Love)
4. Till er tjänst! (eng. Princess In Waiting)
5. Prinsessa i rosa (eng. Princess in Pink)
6. Prinsessa i högform (eng. Princess in Training)
7. Partyprinsessan (eng. Party Princess)
8. Prinsessa på väg (eng. Princess on the Brink)
9. Prinsessan Mia (eng. Princess Mia)
10. Prinsessa för alltid (eng. Princess Forever)

## Filmer
Det har gjorts två filmatiseringar av En Prinsessas Dagbok. En prinsessas dagbok (2001) och En prinsessas dagbok 2 - kungligt uppdrag (2004) med Anne Hathaway som huvudrollsinnehavare.

## Priser
En prinsessas dagbok har vunnit följande litterära priser:
- 2001 American Library Association Best Books for Young Adults[1]
- 2001 American Library Association Quick Pick for Reluctant Young Adult Readers[2]
- 2001 New York Public Library Book for the Teen Age[3]
- 2002 International Reading Association/Children's Book Council Young Adults' Choice[4]
- 2002–2003 Volunteer State Book Award (Tennessee)[5]
- 2003 Evergreen Young Adult Book Award (Washington)[6]